# Liste der Kulturdenkmale in Hetlingen
In der Liste der Kulturdenkmale in Hetlingen sind alle Kulturdenkmale der schleswig-holsteinischen Gemeinde Hetlingen (Kreis Pinneberg) und ihrer Ortsteile aufgelistet (Stand: 10. März 2025).

## Legende
In den Spalten befinden sich folgende Informationen:
- Objekt-ID: die Nummer des Kulturdenkmales
- Lage: die Adresse des Kulturdenkmales und die geographischen Koordinaten. Kartenansicht, um Koordinaten zu setzen. In der Kartenansicht sind Kulturdenkmale ohne Koordinaten mit einem roten Marker dargestellt und können in der Karte gesetzt werden. Kulturdenkmale ohne Bild sind mit einem blauen Marker gekennzeichnet, Kulturdenkmale mit Bild mit einem grünen Marker.
- Offizielle Bezeichnung: Bezeichnung des Kulturdenkmales
- Beschreibung: die Beschreibung des Kulturdenkmales
- Bild: ein Bild des Kulturdenkmales

## Bauliche Anlagen
| Objekt-ID      | Lage                                     | Offizielle Bezeichnung | Beschreibung | Bild            |
| -------------- | ---------------------------------------- | ---------------------- | --- | --------------- |
| 1888           | Eckhorst 9 (53° 36′ 55″ N, 9° 37′ 44″ O) | Fachhallenhaus         | Fachhallenhaus; Mitte 18. Jh.; reetgedeckter Zweiständerbau unter Satteldach mit Halbwalm und Eulenluke, im Inneren mit Durchgangsdiele, Innenausstattung erhalten; Baumreihe und Hausbaum - Begründung: geschichtlich, Kulturlandschaft prägend - Schutzumfang: Fachhallenhaus, Baumreihe und Hausbaum - Denkmaltyp: Bauliche Anlage          | Fotos hochladen |
| 28274 Wikidata | Julssand (53° 37′ 18″ N, 9° 33′ 22″ O)   | Leuchtfeuer Julssand   | Leuchtfeuer Julssand; 1896; ehem. Leitfeuer für die Elbschifffahrt, verputztes eingeschossiges Haus des Leuchtturmwärters, quadratisches Ecktürmchen, aufgesetzter Leitfeuerzylinder mit kupfernem Ringpultdach - Begründung: geschichtlich, technisch, Kulturlandschaft prägend - Schutzumfang: gesamtes Objekt - Denkmaltyp: Bauliche Anlage | BW              |

## Ehemalige Kulturdenkmale
Bis zum Inkrafttreten der Neufassung des schleswig-holsteinischen Denkmalschutzgesetzes am 30. Januar 2015 waren in der Gemeinde Hetlingen nachfolgend aufgeführte Objekte als Kulturdenkmale gemäß §1 des alten Denkmalschutzgesetzes (DSchG SH 1996) geschützt:
| Objekt-ID | Lage                                       | Offizielle Bezeichnung       | Beschreibung | Bild            |
| --------- | ------------------------------------------ | ---------------------------- | ------------ | --------------- |
|           | Eckhorst 5 (53° 36′ 53″ N, 9° 37′ 43″ O)   | Wohn- und Wirtschaftsgebäude |              | BW              |
|           | Eckhorst 7 (53° 36′ 54″ N, 9° 37′ 43″ O)   | Wohn- und Wirtschaftsgebäude |              | BW              |
|           | Giesensand 1 (53° 35′ 47″ N, 9° 38′ 15″ O) | Wohn- und Wirtschaftsgebäude |              | BW              |
|           | Idenburg (53° 36′ 4″ N, 9° 38′ 58″ O)      | Hof „Idenburg“ und Scheune   |              | Fotos hochladen |